# John Nicholson (cyklist)
John Nicholson, född den 22 juni 1949 i Melbourne, Australien, är en australisk tävlingscyklist som tog OS-silver i cykelsprinten vid olympiska sommarspelen 1972 i München. 